# Dendrobium kanburiense
Dendrobium kanburiense är en orkidéart som beskrevs av Gunnar Seidenfaden. Dendrobium kanburiense ingår i släktet Dendrobium, och familjen orkidéer.
Artens utbredningsområde är Thailand. Inga underarter finns listade i Catalogue of Life.